# 南岗镇 (合肥市)
南岗镇，是中华人民共和国安徽省合肥市蜀山区下辖的一个乡镇级行政单位。南岗镇总面积39.6平方公里，总人口1.5万左右。合肥汽车客运西站位于该镇境内。
南岗镇原属肥西县，2006年4月划归蜀山区。

## 行政区划
南岗镇下辖以下地区：
新城社区、鸡鸣村、双塘村、梁墩村、瓦屋村和侯店村。